# Opel GT X Experimental

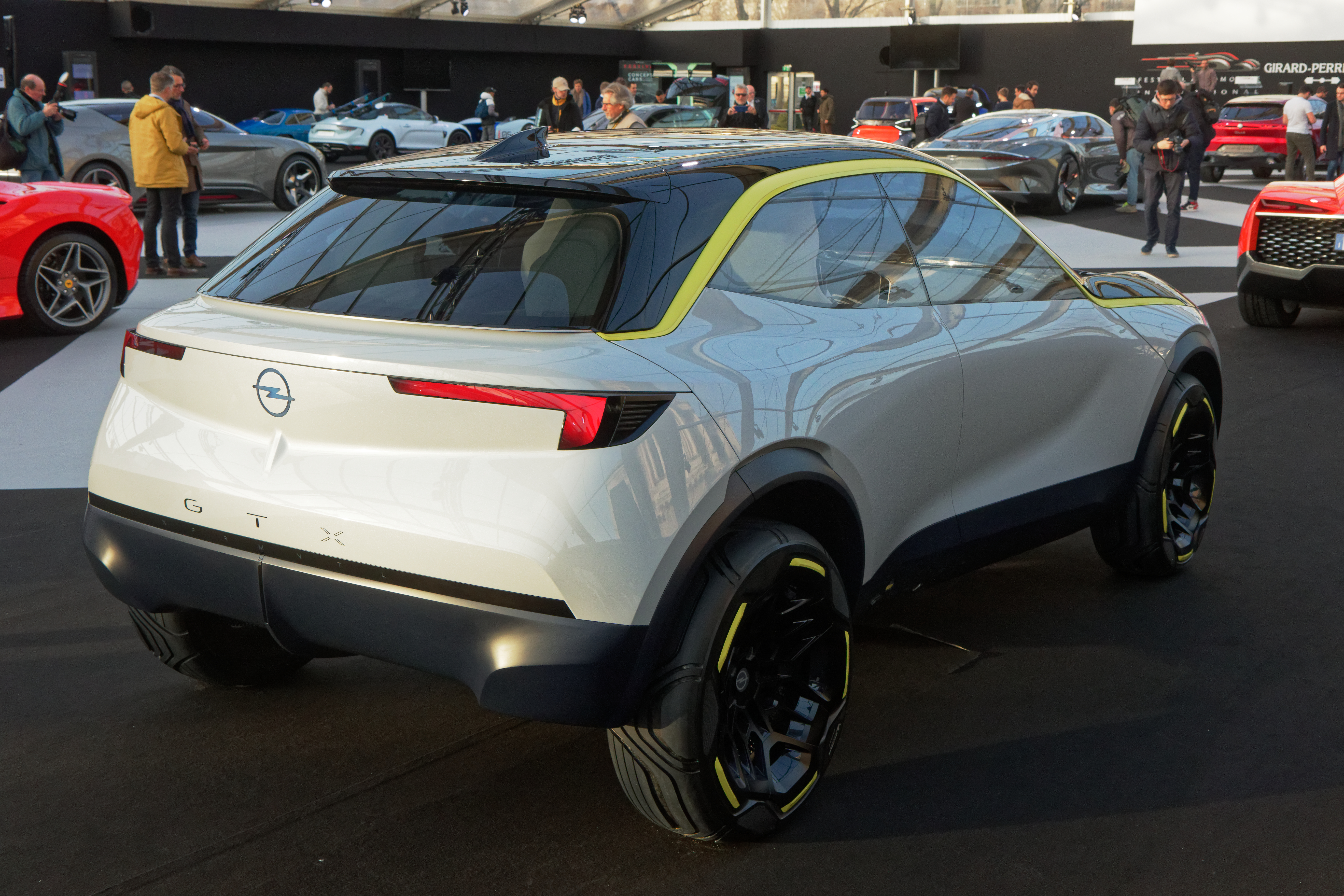
Heckansicht

Der Opel GT X Experimental ist eine Konzeptstudie des deutschen Autoherstellers Opel aus dem Jahr 2018.

## Überblick
Das Showcar wurde 2018 von Opel präsentiert. Dabei steht das „X“ für SUVs. Mit der Studie möchte Opel zeigen, wie das Opeldesign Mitte der 2020er Jahre aussehen soll. Gewählt wurde die Klasse SUV, weil Opel diese mit einem Leichtbau umweltfreundlicher machen will und so einen geringeren ökologischen Fußabdruck erreichen möchte. Daher ist das Fahrzeug auch mit einem Elektromotor ausgestattet. Der Akku soll eine Kapazität von 50 kWh haben, welcher auch induktiv geladen werden kann. Durch die Akkukapazität soll eine Reichweite von 300 Kilometern möglich sein. Der Wagen soll das Level 3 des autonomen Fahrens beherrschen.
Durch das gegenläufige Öffnen der vier Türen ist keine B-Säule vorhanden. Darüber hinaus ist eine Panorama-Frontscheibe verbaut, die sich über das gesamte Dach erstreckt. Die Studie greift hiermit dem Opel Mokka B vor. Wie schon beim Opel GT Concept wurden auch beim Opel GT X Experimental die Seitenspiegel eingespart und durch kleine Kameras substituiert. Die Armaturen wurden durch ein gebogenes Display ersetzt. Opel bezeichnet diese Art des Displays als „Pure Panel“. Auch ein Head-Up-Display wurde in der Studie verarbeitet. Durch eine Kamera oberhalb des Lenkrades wird der Sitz des Fahrers automatisch eingestellt. Durch einen Drehteller bleibt das Opel-Logo immer in der Waagerechten. Zusätzlich ist der Opelblitz beleuchtet.
Bei dem Konzeptwagen wurde der Kühlergrill neu gestaltet und soll in Zukunft der neue Designstandard von Opelmodellen werden.